# Красное (Бобровицкий район)
Кра́сное (укр. Красне) – село, расположенное на территории Бобровицкого района Черниговской области (Украина).
Население составляет 57 жителей (2006 год). Плотность населения — 118,75 чел/кв.км.
Впервые упоминается в 1800 году.
Село Красное находится примерно в 25 км к югу от центра города Бобровица. Средняя высота населённого пункта — 120 м над уровнем моря. Село находится в зоне умеренно континентального климата.
Национальный состав представлен преимущественно украинцами, конфессиональный состав — христианами.